# Usui-Pass
Der Usui-Pass (jap. 碓氷峠 Usui-tōge) ist ein auf 956 m T.P. gelegener Gebirgspass, der die Präfekturen Nagano und Gunma in Japan miteinander verbindet. Er ist seit dem achten Jahrhundert eine der wichtigsten Verkehrsrouten Zentraljapans. Ebenso bildet er die Hauptwasserscheide zwischen den Flusssystemen des Shinano und des Tone bzw. zwischen dem Japanischen Meer und dem Pazifik. Ab 1893 verkehrte als Teil der Shin’etsu-Hauptlinie die damals einzige Zahnradbahn Japans über den Usui-Pass. Sie wurde 1912 elektrifiziert und 1963 durch eine inzwischen stillgelegte Adhäsionsbahn ersetzt. Für den Einsatz auf der Zahnrad- und der Adhäsionsbahn war die Entwicklung spezieller Lokomotiven erforderlich.

## Geographie und Klima
Vor rund 12 Millionen Jahren lag die Gegend des Usui-Passes noch unter dem Meeresspiegel. Lavaeruptionen vor 7 bis 2 Millionen Jahren und nochmals vor 1,1 Millionen bis 650.000 Jahren ließen das Gelände allmählich ansteigen und flachten es im oberen Bereich ab. Anschließend kam es auf der Ostseite vor etwa 300.000 bis 200.000 Jahren zu großflächiger Erosion durch den Kirizumi-Fluss, wodurch sich steile Klippen bildeten. Infolgedessen setzen sich die Schichten aus marinen Sedimentgesteinen des mittleren Tertiärs im unteren Teil und vulkanischen Gesteinen des späten Miozäns bis frühen Pleistozäns im oberen Teil zusammen. Die unteren Schichten werden durch Mudstone, Sandstein und Tuffstein leicht erodiert. Die oberen vulkanischen Schichten erreichen eine Mächtigkeit von mehreren hundert Metern. Infolge der starken Erosion des östlichen Teils weist der heutige Usui-Pass nur an dieser Seite eine nennenswerte Steigung auf. Während der Höhenunterschied zwischen dem Ort Yokokawa (10 km Luftlinie im Osten) fast 570 m beträgt, fällt der Pass an der Westseite nur gerade 17 Meter bis zur Stadt Karuizawa ab.
Tagsüber entstehen an der Südküste der Kantō-Region großräumige pazifische Meeresbrisen, die die Atmosphäre mit etwa 5 m/s landeinwärts bewegen. Andererseits bilden sich Tiefdruckgebiete über dem Landesinneren der Chūbu-Region, die Winde aus den Tälern in Richtung der Berggipfel erzeugen. Am Morgen kommen diese beiden Strömungen von beiden Seiten auf den Usui-Pass zu, wobei sich die Winde direkt am Pass nach oben ausgleichen. Am Nachmittag verstärken die höheren Oberflächentemperaturen die Dynamik beider Strömungen. Der von der Kantō-Region wehende Wind ist stärker und strömt in Richtung Chūbu. Nachts wird die Meeresbrise dominant und die südöstlichen Winde halten an. Da sich die Luft in den Bergen ausdehnt und bei niedrigerem Luftdruck abkühlt, bildet der gesättigte Wasserdampf Nebel. Dies hat zur Folge, dass es in Karuizawa an mehr als 130 Tagen im Jahr neblig ist.

## Straße
Der Weg über den Usui-Pass wurde bereits im 8. Jahrhundert im Nihonshoki erwähnt, wo Yamatotakerus Reise nach Ostjapan beschrieben ist. Während der Edo-Zeit wurde der Nakasendō (eine der fünf Routen), über den Pass ausgebaut.
Die Nationalstraße 18, die über den Usui-Pass führt, dient als Hauptverbindung von der Kantō-Ebene mit dem Ballungsraum Tokio zum Touristenort Karuizawa. Die ursprüngliche Straße wurde mit dem Bau von Ortsumgehungen und dem Ausbau zur Autostraße modernisiert.

## Eisenbahn

### Zahnradbahn

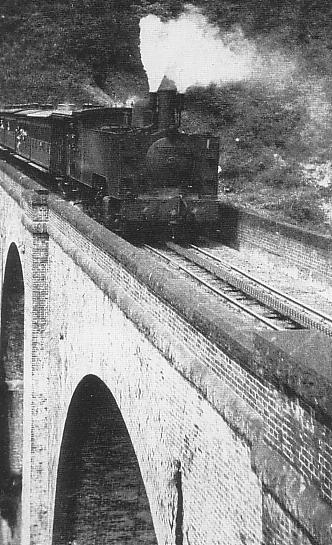
Dampfzug auf Brücke Nr. 3

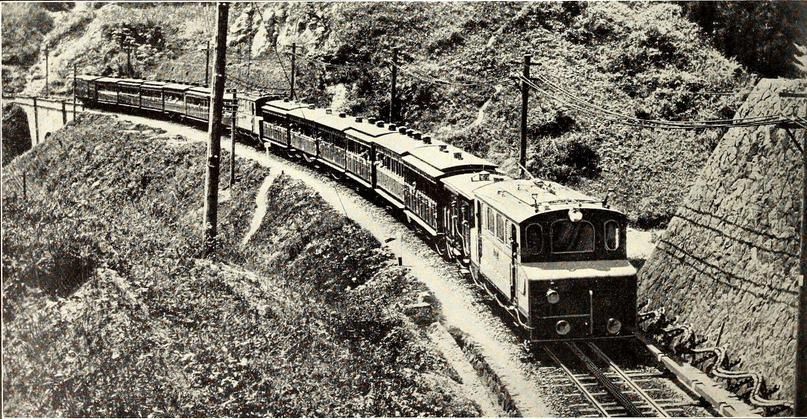
Reisezug im Jahr 1914 mit zwei Lokomotiven der Baureihe EC40 auf der Zahnstangenstrecke

Die Shin’etsu-Hauptlinie führte zwischen 1893 und 1997 über den Pass. Bereits 1888 wurde auf der Nationalstraße 18 versuchsweise eine Pferdebahn zur Bewältigung der 570 Höhenmeter in Betrieb genommen. Der Verkehr entwickelte sich gut, aber die Pferde wurden stark beansprucht und mussten auf der zweieinhalb Stunden dauernden Fahrt jeweils zweimal ausgewechselt werden. Am 24. März 1891 begann nach dem Vorbild der Harzbahn in Deutschland der Bau der 11,2 km langen Bahnstrecke vom Bahnhof Yokokawa (Präfektur Gunma) zum Bahnhof Karuizawa (Präfektur Nagano) mit Eigentrasse und dreilamelliger Zahnstange System Abt. Das Mino-Owari-Erdbeben am 28. Oktober 1891 führte zum Einsturz der im Bau befindlichen Brücken. Am 22. Dezember 1892 konnten die Bauarbeiten des 11,2 Kilometer langen Streckenabschnitts mit 1 : 15 Steigung (66,7 ‰), 18 Brücken und 26 Tunneln abgeschlossen werden. Am 1. April 1893 wurde die Strecke eröffnet.

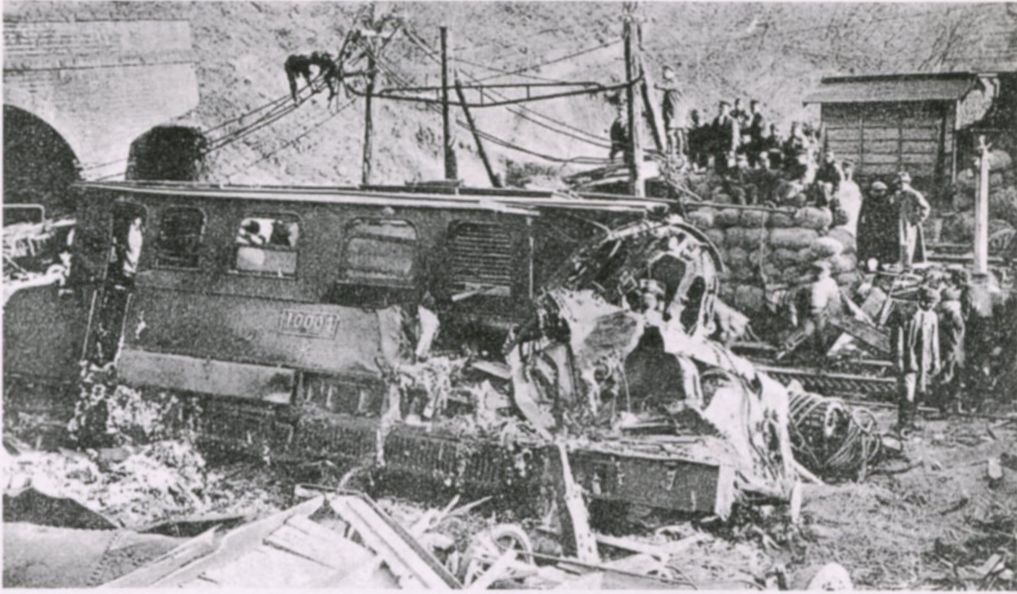
Beim Unfall von Kumanotaira wurde der vordere Teil des hölzernen Wagenkastens der Lokomotive 10004 vollständig zertrümmert.

Auf der 80 Minuten dauernden Fahrt litten das Personal und die Passagiere unter den Abgasen der Dampflokomotiven. Zur Verbesserung der Luftqualität in den vielen Tunneln wurde der Zahnstangenabschnitt 1912 mit 600 Volt Gleichstrom elektrifiziert. In den Tunneln erfolgte die Stromübertragung über eine seitliche Stromschiene, außerhalb über eine Oberleitung. Die Elektrifizierung hatte eine Halbierung der Fahrzeit auf 40 Minuten zur Folge.
Am 7. März 1918 entgleiste am Usui-Pass der aus elf Wagen bestehende Güterzug Nr. 191. Nachdem der bergwärts fahrende Zug wegen Rauchentwicklung eines Fahrmotors in einem Tunnel zum Stehen gekommen war, wurde eine Hilfslokomotive angefordert. Beim Versuch zur Weiterfahrt entrollte der Güterzug talwärts und erreichte eine Geschwindigkeit von 32 statt der erlaubten 18 km/h. Im Bahnhof Kumanotaira entgleiste die entlaufene Komposition und prallte gegen eine Felswand. Zwei Eisenbahner kamen auf der Unfallstelle ums Leben, zwei der sechs Verletzten verstarben später. Ursache des Unfalls war die verminderte Wirkung der vom Öl des defekten Fahrmotors verunreinigten Bandbremsen.

### Adhäsionsbahn

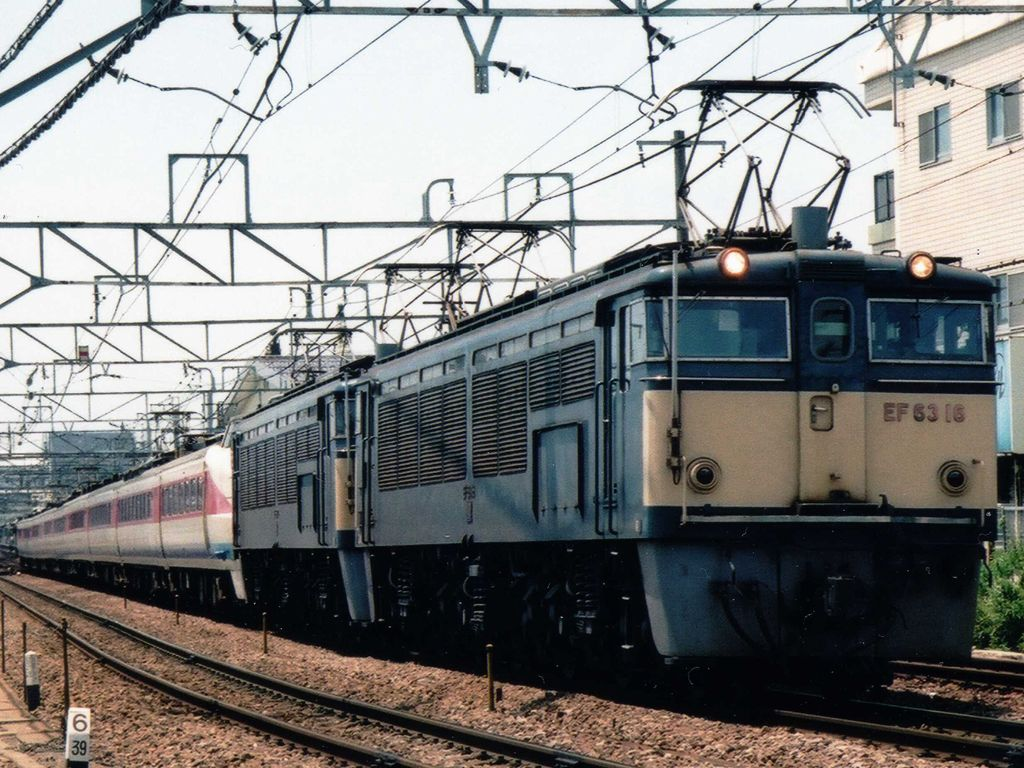
Triebzug der Baureihe 489 mit zwei vorgespannten Lokomotiven der Klasse EF63

Am 15. Juli 1963 eröffnete die Japanische Staatsbahn eine neue Trasse mit Adhäsionsbetrieb mit bis zu 66,7 ‰ Steigung, die in etwa parallel zur alten Zahnstangenstrecke verläuft. Am 30. September des gleichen Jahres stellte sie den Betrieb über den Zahnstangenabschnitt ein. Die Standardzüge der Shin’etsu-Hauptlinie fuhren nun mit sechsachsigen Elektrolokomotiven der JNR-Klasse EF63 über die zweigleisige Steilstrecke. 1997 wurde aus Anlass der Olympischen Winterspiele in Nagano die Hokuriku-Shinkansen-Linie eröffnet, die den Pass in einem Tunnel unterfährt. Die Bahngesellschaft JR East stellte am 1. Oktober 1997 den Betrieb auf der Passstrecke ein. Seither wird der Lokalverkehr mittels einer Buslinie bewältigt.
Auf dem Gelände des alten Depots in Yokokawa befindet sich seit 2005 das Museum Usui-tōge Tetsudō Bunkamura. Ein 2,6 km langes Teilstück der Usui-Bergstrecke wird als Museumsbahn mit dem Namen Sherpa-kun genutzt.

### Lokomotiven
| Dampflokomotiven                                   | 3900                                                             | 3920                                                   | 3950                                                   | 3980                                                   |
| -------------------------------------------------- | ---------------------------------------------------------------- | ------------------------------------------------------ | ------------------------------------------------------ | ------------------------------------------------------ |
| Bezeichnung bis 1894: bis 1909:                    | AD C1                                                            | AH C2                                                  | C3                                                     | C3                                                     |
| Nummerierung bis 1894: bis 1894: bis 1909: ab 1909 | 194, 196, 198, 200 126, 128, 130, 132 500–503, 518–520 3900–3906 | 168, 169 504, 505 3920, 3921                           | 506–511, 496–499 3950–3959                             | 512–517 3980–3985                                      |
| Hersteller:                                        | Esslingen                                                        | Beyer-Peacock                                          | Beyer-Peacock                                          | Kisha Seizo                                            |
| Indienststellung:                                  | 1892, 1908                                                       | 1895                                                   | 1898–1908                                              | 1906–1909                                              |
| Achsfolge:                                         | Czz                                                              | 1’Czz                                                  | 1’C1'zz                                                | 1’C1'zz                                                |
| Spurweite:                                         | 1067 mm (Kapspur)                                                | 1067 mm (Kapspur)                                      | 1067 mm (Kapspur)                                      | 1067 mm (Kapspur)                                      |
| Länge über Puffer:                                 | 9100 mm                                                          | 9169 mm                                                | 9804 mm                                                | 9931 mm                                                |
| Dienstmasse:                                       | 39,56 t                                                          | 56,13 t                                                | 60,6 t                                                 | 55,9 t                                                 |
| Reibungsmasse:                                     | 39,56 t                                                          | 45,16 t                                                | 42,1 t                                                 | 37,3 t                                                 |
| Radsatzfahrmasse:                                  | 13,78 t                                                          | 16,05 t                                                | 14,07 t                                                | 13,41 t                                                |
| Zahnradsystem:                                     | Abt (3 Lamellen)                                                 | Abt (3 Lamellen)                                       | Abt (3 Lamellen)                                       | Abt (3 Lamellen)                                       |
| Steuerungsart: Steuer. Zahnradantrieb:             | Heusinger Joy                                                    | Heusinger                                              | Heusinger                                              | Heusinger                                              |
| Treibraddurchmesser: Durchm. Triebzahnräder:       | 900 mm 573 mm                                                    | 914 mm 432 mm                                          | 914 mm 559 mm                                          | 914 mm 559 mm                                          |
| Zylinderdurchmesser: Zylinderd. Zahnradantrieb:    | 390 mm 340 mm                                                    | 394 mm 298 mm                                          | 394 mm 298 mm                                          | 394 mm 298 mm                                          |
| Kolbenhub: Kolbenhub Zahnradantrieb:               | 500 mm 400 mm                                                    | 508 mm 406 mm                                          | 508 mm 406 mm                                          | 508 mm 406 mm                                          |
| Kesselüberdruck:                                   | 12,4 kg/cm²                                                      | 12,4 kg/cm²                                            | 12,7 kg/cm²                                            | 12,7 kg/cm²                                            |
| Zugkraft:                                          | 84.6 kN                                                          | 84,6 kN                                                | 91,3 kN                                                | 91,3 kN                                                |
| Rostfläche:                                        | 1,73 m²                                                          | 1,87 m²                                                | 1,87 m²                                                | 1,87 m²                                                |
| Verdampfungsheizfläche:                            | 74,6 m²                                                          | 118,2 m²                                               | 118,2 m²                                               | 118,2 m²                                               |
| Wasservorrat:                                      | 3,48 m³                                                          | 4,98 m³                                                | 6,65 m³                                                | 6,65 m³                                                |
| Kohlevorrat:                                       | 1,02 t                                                           | 1,72 t                                                 | 2,03 t                                                 | 2,03 t                                                 |
| Bremsen:                                           | Gegendruckbremse, Vakuumbremse, Bandbremse, Handbremse           | Gegendruckbremse, Vakuumbremse, Bandbremse, Handbremse | Gegendruckbremse, Vakuumbremse, Bandbremse, Handbremse | Gegendruckbremse, Vakuumbremse, Bandbremse, Handbremse |

#### Dampflokomotiven

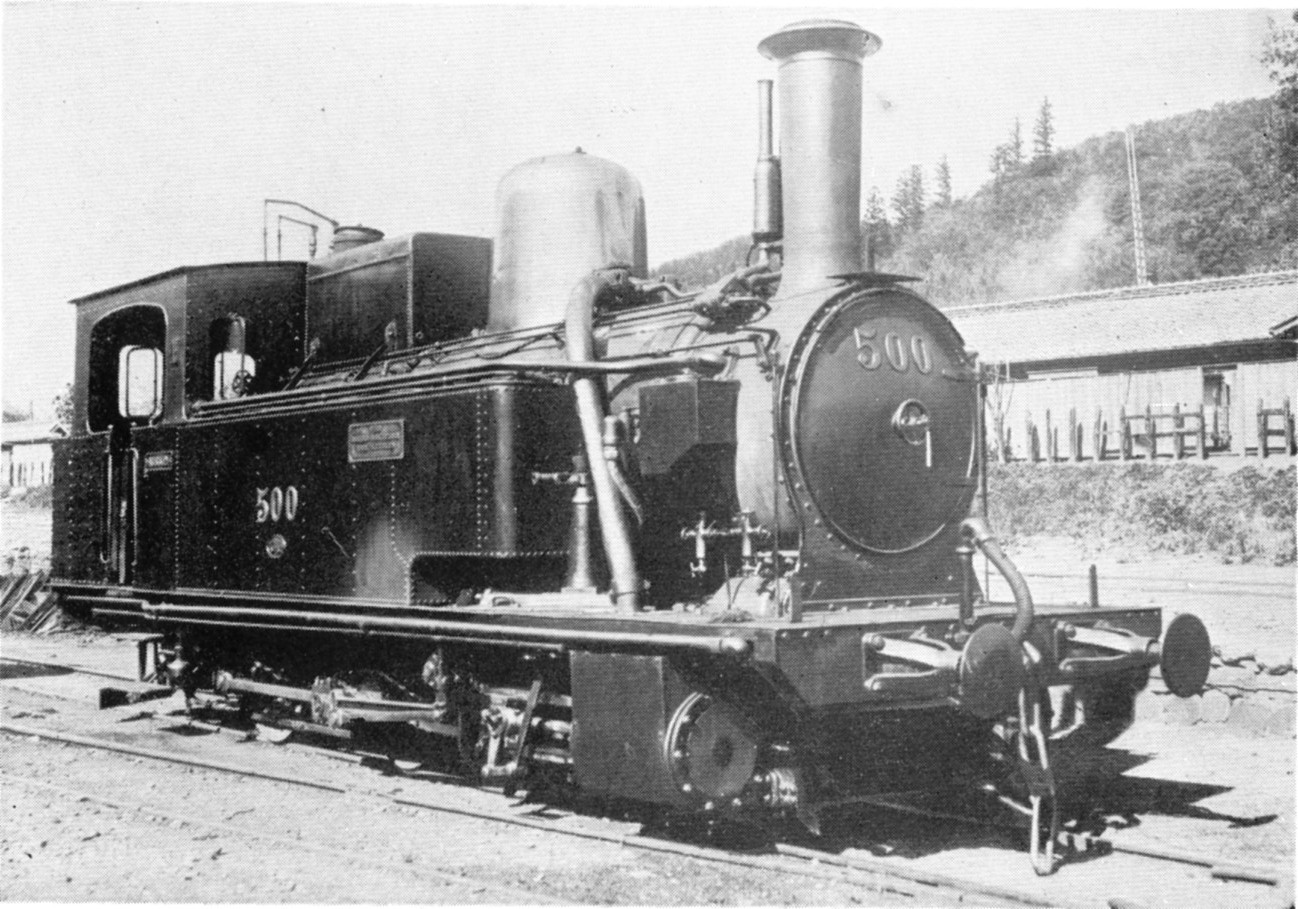
Zahnradlokomotive Reihe 3900 mit Schweröltank auf dem Dampfkessel.

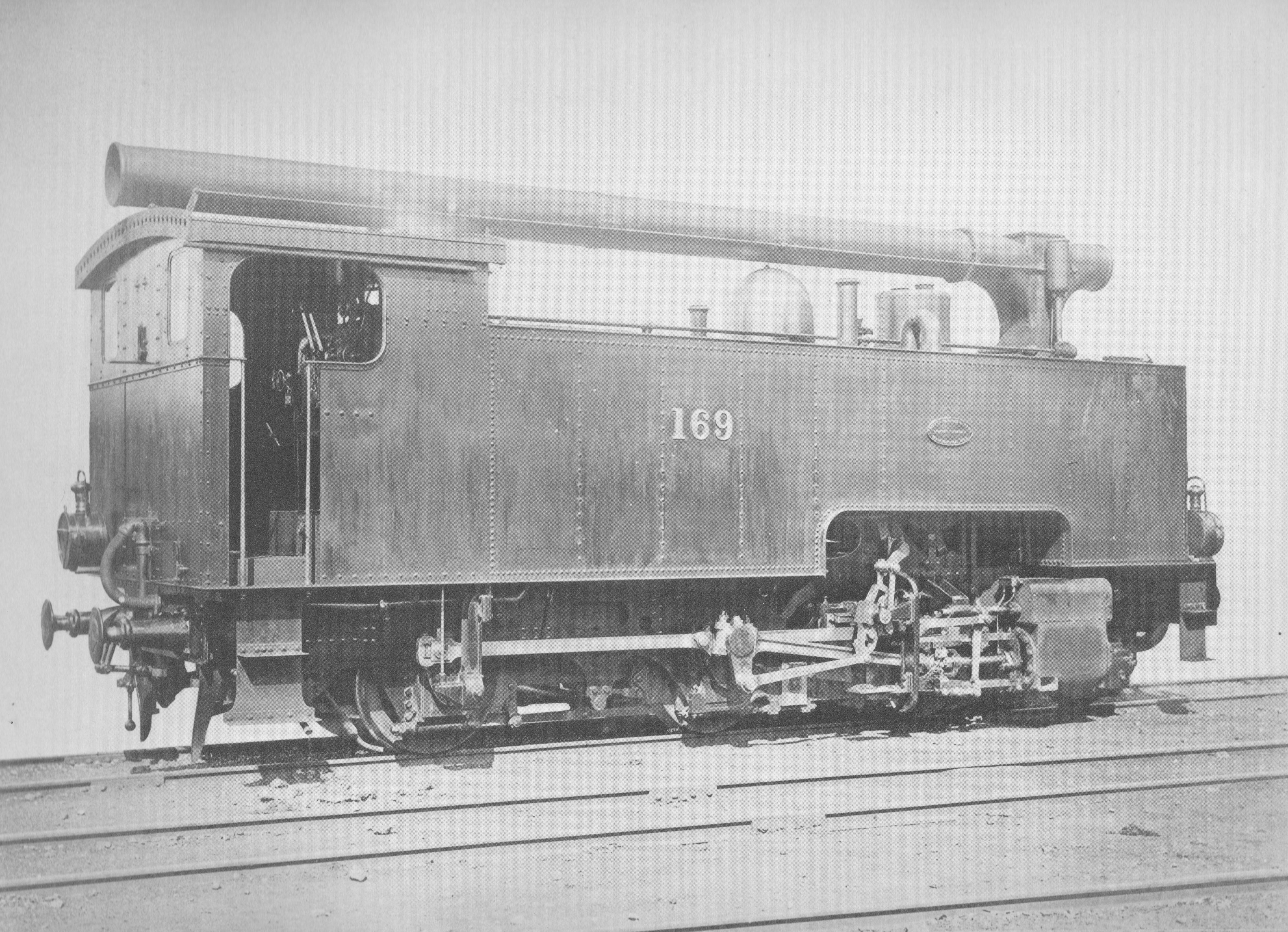
Zahnradlokomotive AH 169, später Baureihe 3920 bezeichnet, im Zustand der Ablieferung mit T-förmigem Schornstein

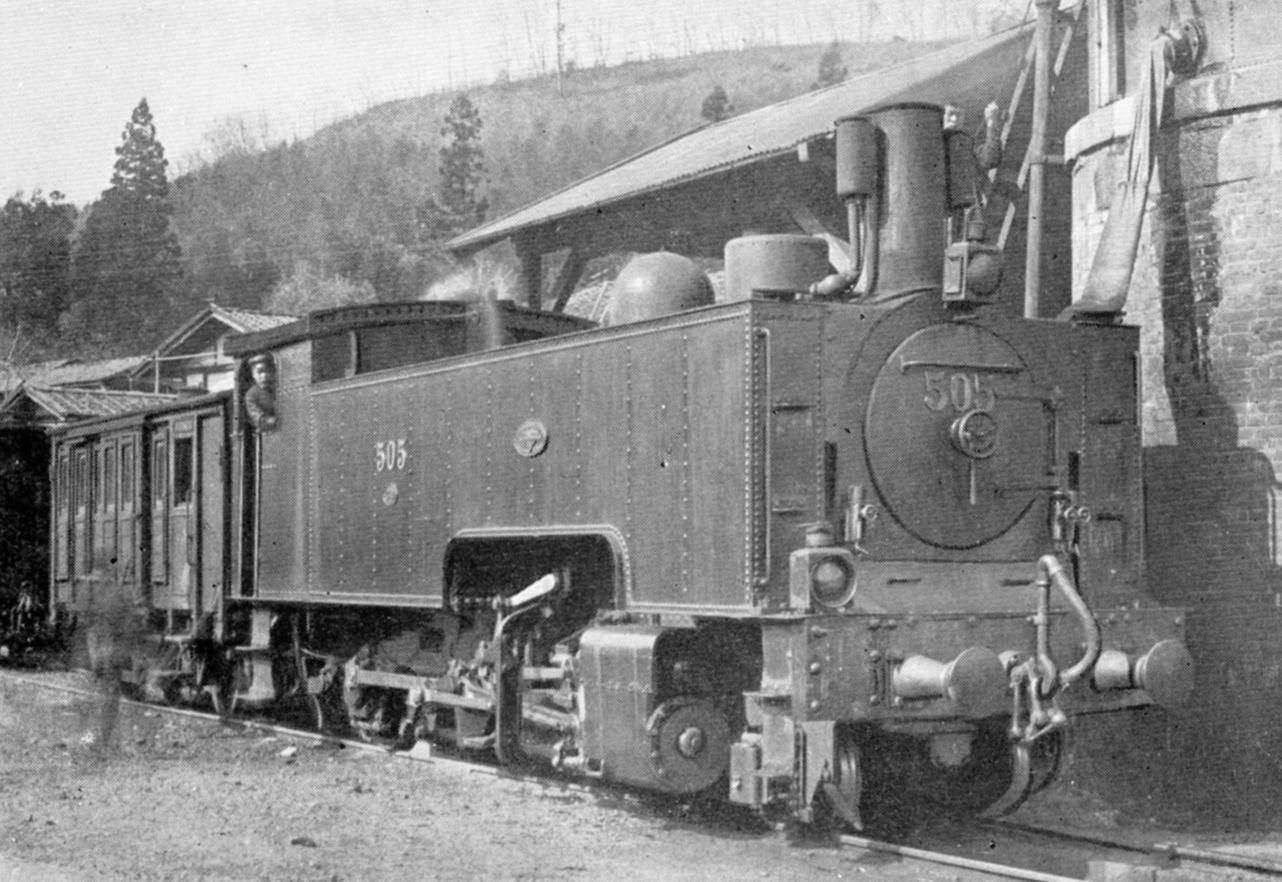
Lokomotive Baureihe 3920 ohne T-förmigen Schornstein

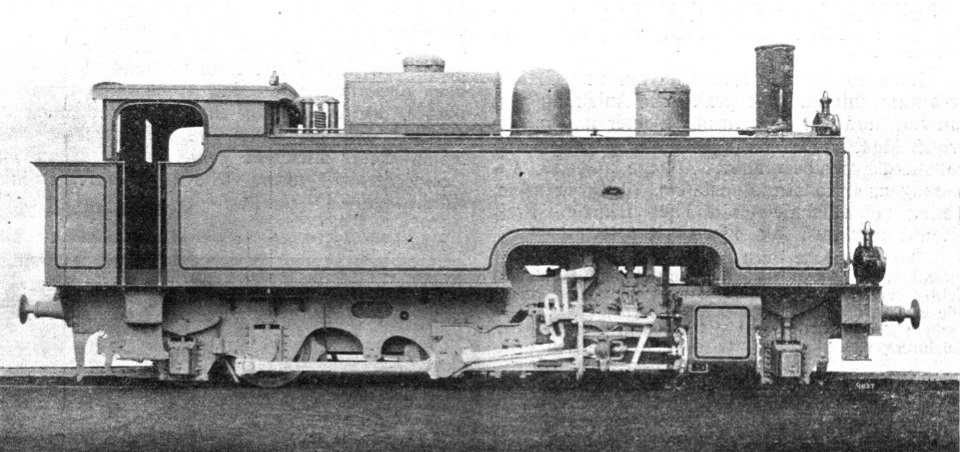
Baureihe 3950 mit Schweröltank auf dem Kessel

Für den Betrieb der Passstrecke lieferte die Maschinenfabrik Esslingen 1892 zunächst vier und 1908 drei weitere Lokomotiven der Baureihe 3900 für gemischten Adhäsions- und Zahnradantrieb mit den Fabriknummern 2502–2505 und 3510–3512. Die Dreikuppler-Maschinen waren mit Außenrahmen, zwei Außenzylindern für den Adhäsionsantrieb und zwei Innenzylindern mit einfacher Dampfdehnung für Zahnradantrieb ausgestattet. Der auf der Steilstrecke mitarbeitende Adhäsionsantrieb unterstützte den Zahnradantrieb und entlastete die Zahnstange. Die Inbetriebnahme die ersten von den staatlichen Eisenbahnen Japans in Deutschland bestellten Triebfahrzeuge bereitete Schwierigkeiten und der Kunde beklagte die fehlende Unterstützung durch den Hersteller. 1898 wurde zusätzlich ein Schwerölbrenner zur Verbesserung der Kesselleistung und Verringerung des Rußausstoßes mit einem kastenförmigen Öltank auf dem Kessel installiert. Die zweite Serie war bereits bei der Ablieferung mit dieser Einrichtung ausgestattet. Nach der Elektrifizierung im Jahr 1912 blieben die Maschinen in Betrieb und wurden erst 1922 ausrangiert.
Die nachfolgenden Dampflokomotiven stammten von Beyer-Peacock in Manchester. Die 1895 abgelieferte Baureihe 3920 mit innenliegenden Zahnradtriebwerk wurde zur Vergrößerung der Kohle- und Wasservorräte mit einer führenden Laufachse versehen und die Wasserkästen bis zum vorderen Ende des Kessels geführt, was jedoch der Eleganz der beiden aus Großbritannien stammenden Maschinen nicht förderlich war. Die Lokomotiven beförderten eine Zuglast von 100 bis 200 t auf der Adhäsionsstrecke mit 25 ‰ Steigung sowie auf dem Zahnstangenabschnitt mit 8 km/h Geschwindigkeit. Bei der Ablieferung hatten die Maschinen einen T-förmigen Schornstein, um das Lokomotivpersonal vor den Abgasen zu schützen. Die Vorrichtung, mit der der Rauch wahlweise an die Spitze oder das Ende der Lokomotive geführt werden konnte, wurde später entfernt. Eine Kondensationseinrichtung ähnlich wie bei der U-Bahn London führte vom Auspuffrohr in den Wasserkasten und sollte die Emissionen vermindern. Um 1909 erhielten die Lokomotiven eine Schwerölfeuerung mit einem Öltank auf dem Kessel. Die Maschine Nummer 3920 wurde 1917 ausrangiert, die andere Lokomotive wurde durch das Große Kantō-Erdbeben 1923 zerstört.
Die Lokomotiven der Baureihe 3950 waren etwas größer und mit einer zusätzlichen Laufachse unter dem Tender versehen. Auf den T-Schornstein- und Kondensationseinrichtung wie bei der Reihe 3920 wurde verzichtet. Die Maschinen wurden in drei Teilserien geliefert:

  ●  1898 die Nr. 506–509 (ab 1909 Nr. 3950–3953)

  ●  1901 die Nr. 510, 511 (ab 1909 Nr. 3954, 3955)

  ●  1908 die Nr. 496–499 (ab 1909 Nr. 3956–3959)
Ab 1901 wurden die Lokomotiven mit der zusätzlichen Schwerölfeuerung ausgerüstet. Nach der Elektrifizierung der Zahnradstrecke blieben die Maschinen mit Ausnahme der 3951 bis 1921 im Betrieb. 3951 brannte beim Großen Kantō-Erdbeben 1923 aus. Sie wurde als Denkmal wiederhergerichtet, bis sie 1941 dem kriegsbedingten Materialmangel zum Opfer fiel.

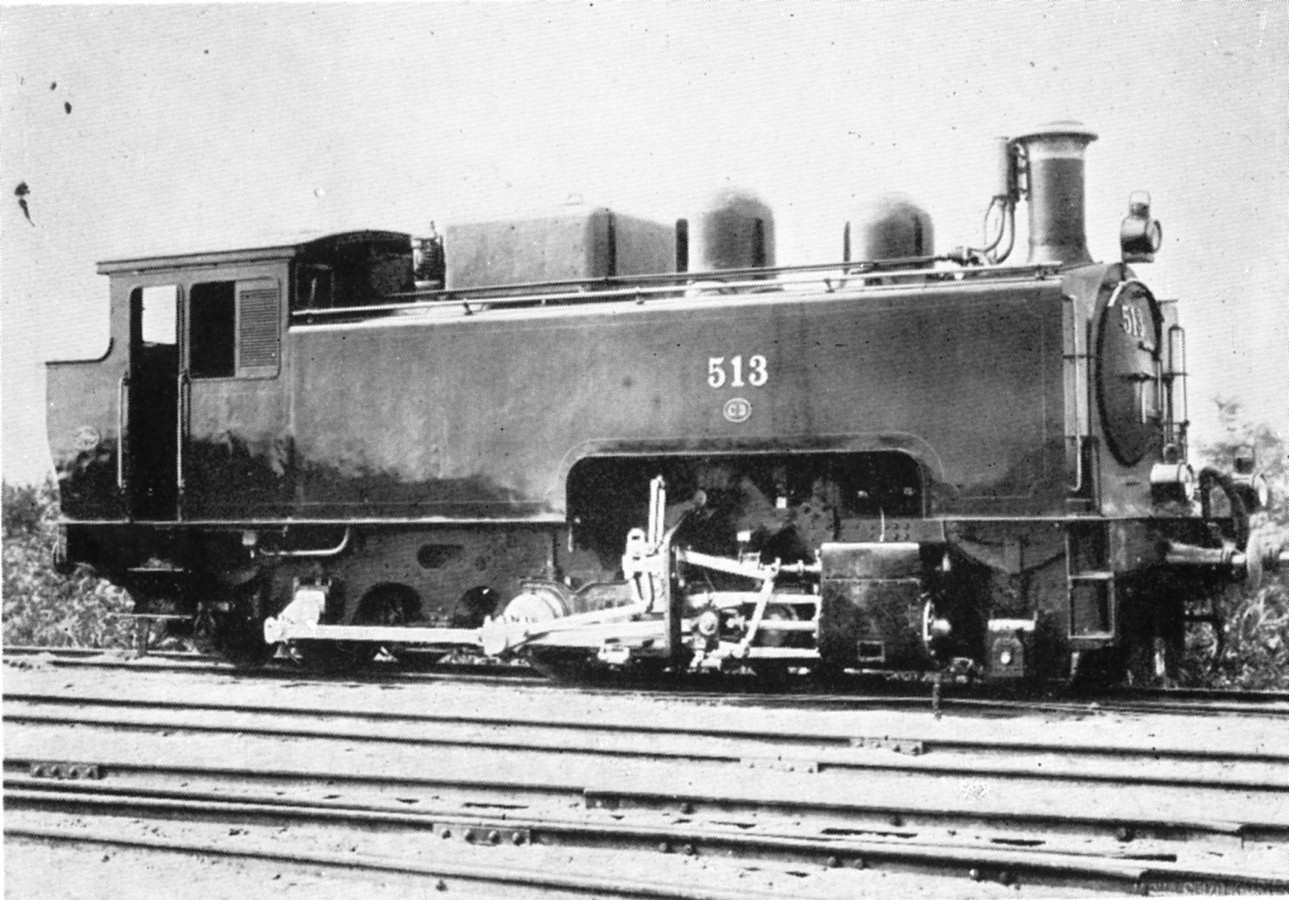
Japan Government Railway type 3980 steam locomotive

Die Rivalitäten mit Russland und dem sich daraus entwickelnden Krieg führten zu einer Verkehrssteigerung über Usui-Pass und zu einem größeren Bedarf an Zahnradlokomotiven. Die benötigten Maschinen wurden als Baureihe 3980 vom einheimischen Hersteller Kisha Seizo hergestellt. Sie entsprachen weitgehend der aus Großbritannien stammenden Baureihe 3950. Äußerlich unterschieden sie sich mit den Senkkopfschrauben von ihren Vorgängerinnen mit runden Nieten. Die Lieferung erfolgte wiederum in drei Baulosen:

  ●  1906 die Nr. 512, 513 (ab 1909 Nr. 3980, 3981)

  ●  1908 die Nr. 514, 515 (ab 1909 Nr. 3982, 3983)

  ●  1909 die Nr. 3984 und 3985
Der Schwerölfeuerung mit dem Tank auf dem Kessel war bereits bei der Ablieferung vorhanden. Nummer 3983 blieb bis 1919 im Betrieb, die anderen Lokomotiven wurden bereits 1917 ausrangiert.

#### Elektrolokomotiven

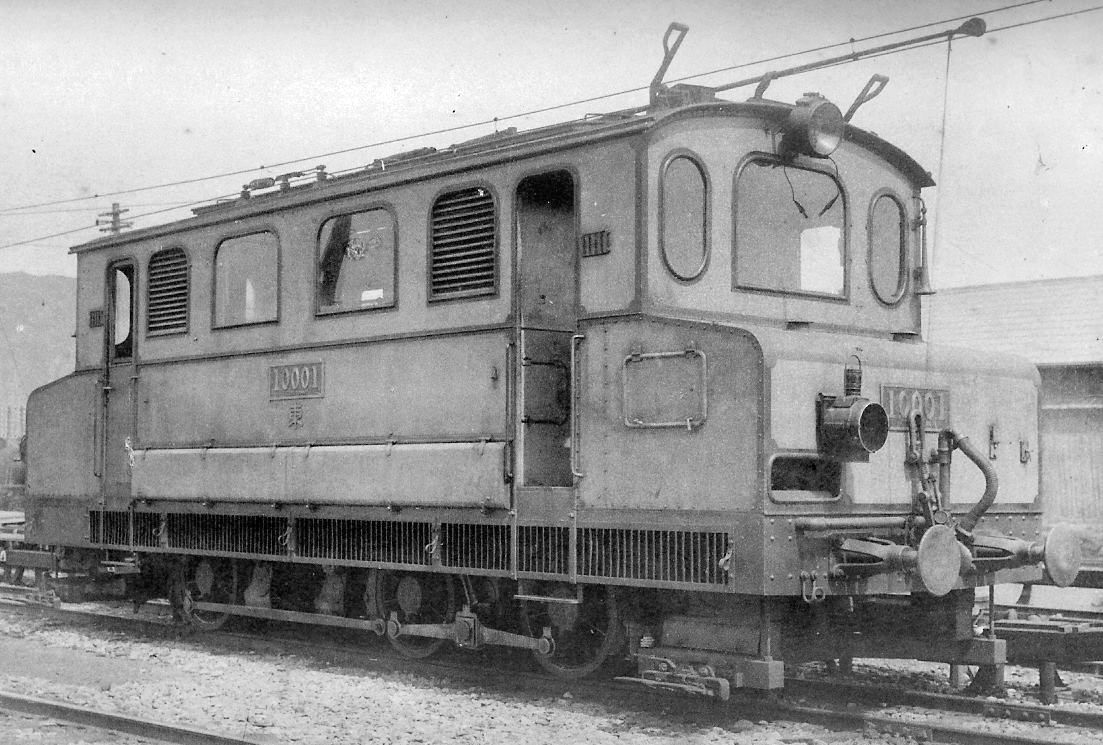
Elektrische Zahnradlokomotive EC40 Nr. 10001 in den Anfangsjahren

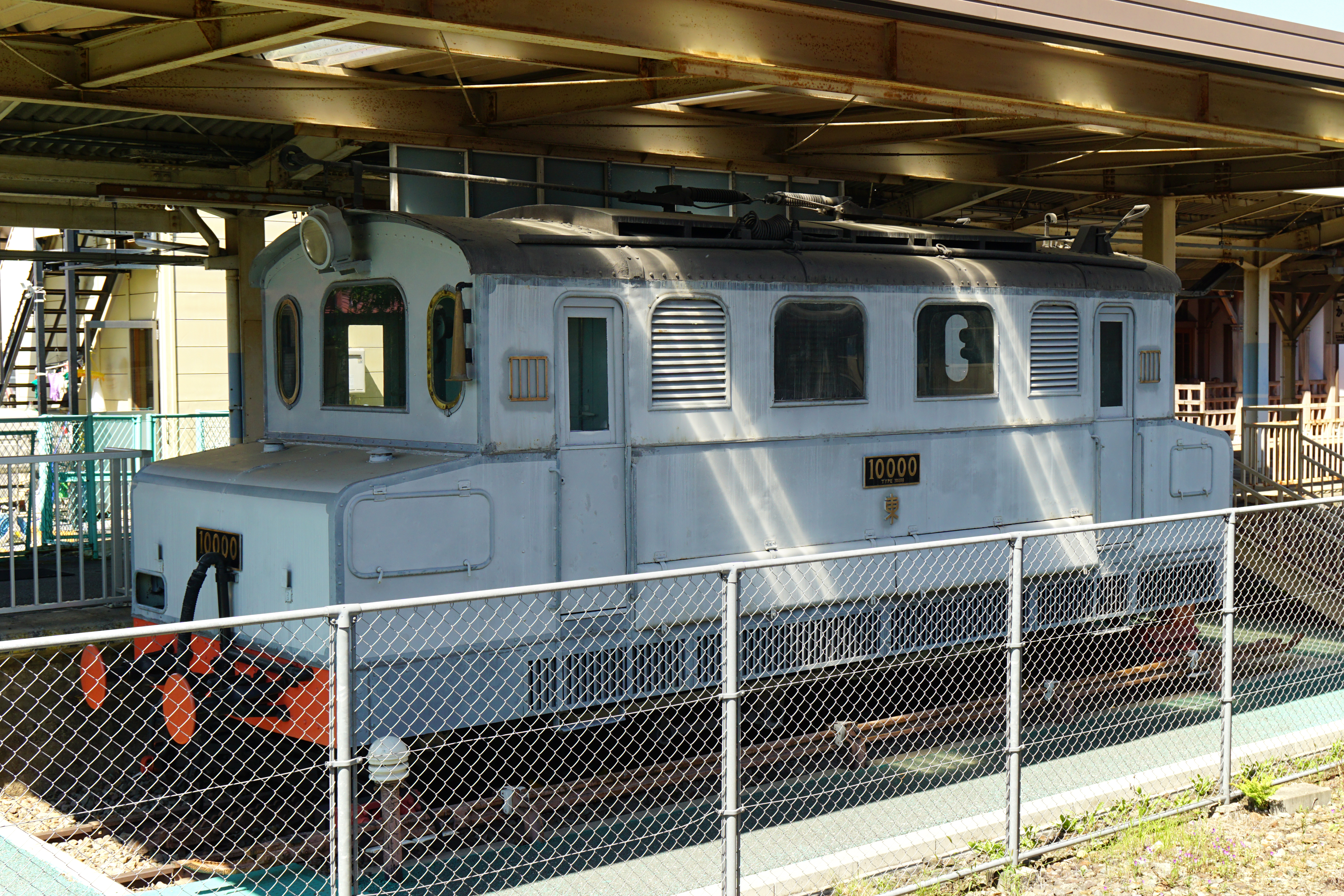
Maschine Nr. 10000 steht heute als Denkmal in Karuizawa.

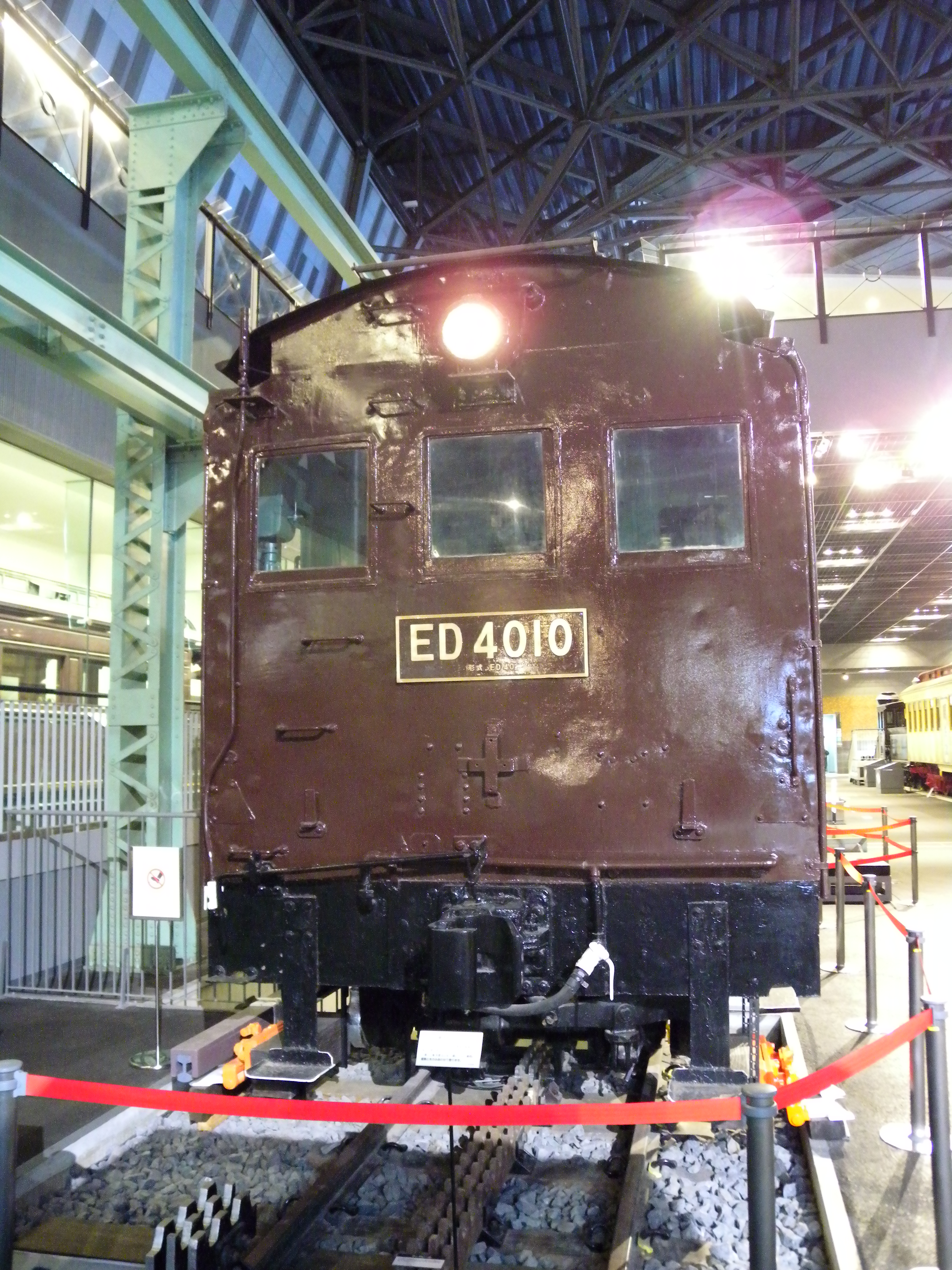
Führerstand der ED40 10

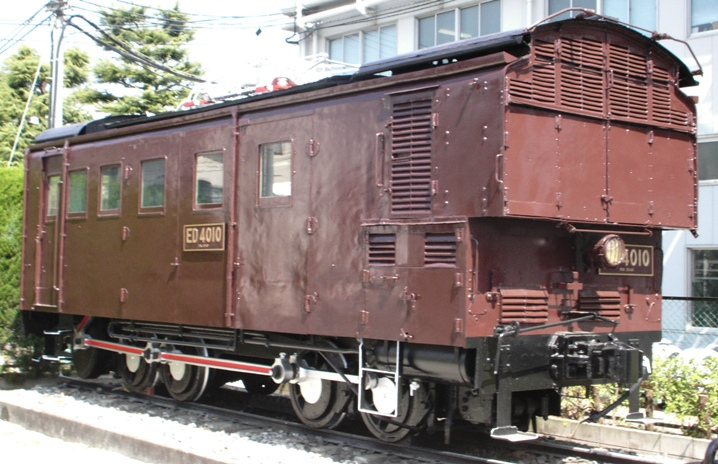
Seitenansicht der ED40

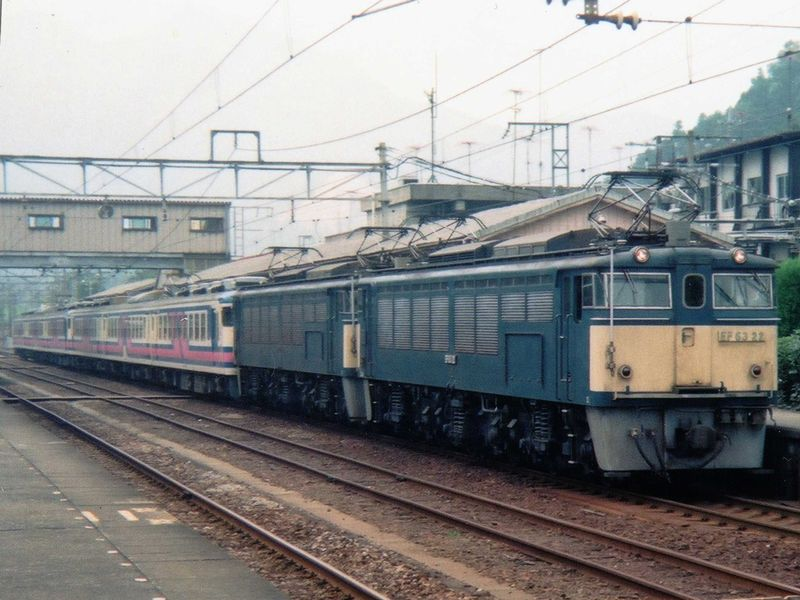
Zwei EF63 vor einem Triebzug der Klasse 165 in Yokokawa

| Elektrolokomotiven                   | EC40                                                        | ED40                                                        | ED41 | ED42 | EF63                                                          |
| ------------------------------------ | ----------------------------------------------------------- | ----------------------------------------------------------- | --- | --- | ------------------------------------------------------------- |
| Nummerierung bis 1928: ab 1928       | 10000–10011 EC401–EC4012                                    | 10020–10033 ED401–ED4014                                    | 10040, 10041 ED411, ED 412                                                                              | ED421–ED4214                                                                                            | EF631–EF6325                                                  |
| Hersteller:                          | AEG, Esslingen                                              | Ōmiya, BBC                                                  | SLM, BBC                                                                                                | Hitachi, Toshiba, Kawasaki, Mitsubishi, Kisha Seizo                                                     | Toshiba, Mitsubishi, Kawasaki, Fuji                           |
| Indienststellung:                    | 1911                                                        | 1919–1923                                                   | 1926 | 1934–1948                                                                                               | 1962–1976                                                     |
| Ausmusterung:                        | 1936                                                        | 1952                                                        | 1951 | 1963 | 1997                                                          |
| Achsfolge:                           | Czz                                                         | Dzz                                                         | B'zzB'                                                                                                  | B'zzB'                                                                                                  | B0'B0'B0'                                                     |
| Spurweite:                           | 1067 mm (Kapspur)                                           | 1067 mm (Kapspur)                                           | 1067 mm (Kapspur)                                                                                       | 1067 mm (Kapspur)                                                                                       | 1067 mm (Kapspur)                                             |
| Länge über Puffer/Kupplung:          | 9550 mm                                                     | 9924 mm                                                     | 12 800 mm                                                                                               | 12 810 mm                                                                                               | 18 050 mm                                                     |
| Dienst-/Adhäsionsgewicht:            | 46 t                                                        | 60,7 t                                                      | 59,85 t                                                                                                 | 62,52 t                                                                                                 | 108,0 t                                                       |
| Höchstgeschwindigkeit:               | 25,0 km/h (Zahnstange 18,0 km/h)                            | 25,0 km/h (Zahnstange 18,0 km/h)                            | 25,0 km/h (Zahnstange 18,0 km/h)                                                                        | 25,0 km/h (Zahnstange 18,0 km/h)                                                                        | 100 km/h                                                      |
| Stundenleistung:                     | 420 kW                                                      | 940 kW                                                      | 525 kW                                                                                                  | 510 kW                                                                                                  | 2550 kW                                                       |
| Stundenzugkraft: Zahnstangenstrecke: | 55 kN 110 kN                                                | 56 kN 112 kN                                                | 116 kN 143 kN                                                                                           | 91 kN 137 kN                                                                                            | 230 kN                                                        |
| Zahnradsystem:                       | Abt (3 Lamellen)                                            | Abt (3 Lamellen)                                            | Abt (3 Lamellen)                                                                                        | Abt (3 Lamellen)                                                                                        | –                                                             |
| Stromsystem:                         | 600 V =                                                     | 600 V =                                                     | 600 V =                                                                                                 | 600 V =                                                                                                 | 1500 V =                                                      |
| Stromübertragung:                    | Oberleitung, Stromschiene                                   | Oberleitung, Stromschiene                                   | Oberleitung, Stromschiene                                                                               | Oberleitung, Stromschiene                                                                               | Oberleitung                                                   |
| Bremsen:                             | Elektrische Bremse, Druckluftbremse, Bandbremse, Handbremse | Elektrische Bremse, Druckluftbremse, Bandbremse, Handbremse | Elektrische Bremse, Druckluftbremse, Bandbremse, Handbremse Adhäsions- räder, Handbremse Triebzahnräder | Elektrische Bremse, Druckluftbremse, Bandbremse, Handbremse Adhäsions- räder, Handbremse Triebzahnräder | Elektrische Bremse, Druck- luftbremse, Magnet- schienenbremse |

Die Baureihe EC40 mit getrennten Adhäsions- und Zahnradantrieb wurde 1911 von der AEG und der Maschinenfabrik Esslingen geliefert. Die zwölf Lokomotiven mit kurzen Vorbauten vorne und hinten hatten bei der Ablieferung auf beiden Seiten einen Führerstand. Der Fahrstrom floss von einem der beiden Stangenstromabnehmern zu den zwei im Maschinenraum installierten Fahrmotoren. Einer diente auf der Zahnstangenstrecke dem Zahnradantrieb, der andere trieb auf Adhäsions- und Zahnstangenabschnitten über ein Getriebe und Stangenantrieb die drei Achsen an. Später wurde die Vakuumbremse durch eine Druckluftbremse ersetzt. Der Führerstand auf Seite Karuizawa wurde entfernt und durch Akkumulatoren ersetzt, die als einzige Stromquelle die Niederspannungsverbraucher und den Kompressor versorgten. Eine Ladeeinrichtung war auf der Lokomotive nicht vorhanden, die auf Rollen gelagerten Akkumulatoren wurden ausgewechselt und stationär geladen.
Die Lokomotiven kamen ausschließlich auf Bergstrecke zwischen Yokokawa und Karuizawa zum Einsatz. 1936 wurden die Maschinen außer Betrieb genommen. Vier Lokomotiven gelangten daraufhin zur Straßenbahn Kyōto, wo die EC40 1 und EC40 2 aufgearbeitet und der Zahnradantrieb und einer der beiden Vorbauten entfernt wurde. Dabei dienten die anderen beiden Maschinen als Ersatzteilspender. 1964 kam eine der Lokomotiven zurück zur Japanischen Staatsbahn, die sie in den Ursprungszustand zurückversetzte. Sie erinnert seither in Karuizawa als Maschine Nr. 10000 an die Zahnradbahn über den Usui-Pass.
Die Baureihe ED40 entsprach konzeptionell ihrer dreiachsigen Vorgängerin EC40, wurde aber auf vier Achsen erweitert. Auf die Vorbauten und einen zweiten Führerstand auf Seite Karuizawa wurde verzichtet. Den mechanischen Teil lieferte der japanische Hersteller Ōmiya in Saitama, die elektrische Ausrüstung stammte von Brown, Boveri & Cie. (BBC) in der Schweiz. Die Lokomotiven wurden während fünf Jahren ausgeliefert:

  ●  1919 die Nr. 10020–10023 (ab 1928 ED40 1–ED40 4)

  ●  1920 die Nr. 10024–10027 (ab 1928 ED40 5–ED40 8)

  ●  1921 die Nr. 10028–10030 (ab 1928 ED40 9–ED40 11)

  ●  1922 die Nr. 10031, 10032 (ab 1928 ED40 12, ED40 13)

  ●  1923 die Nr. 10033 (ab 1928 ED40 14)
| \| \| 29,7 \| Yokokawa (横川) \| 1885– \| \| \| \| Usui-Pferdebahn \| 1888–1893 \| \| \| \| Usui-tōge Tetsudō Bunkamura \| \| \| \| \| Jōshin’etsu-Autobahn \| \| \| \| 31,5 \| Stellwerk Maruyama \| 1901–1966 \| \| \| \| ← neue Strecke \| 1963–1997 \| \| \| \| Tōge-no-yu \| \| \| \| \| Tunnel 1 (75 m) \| \| \| \| \| Tunnel 1 (187 m) \| \| \| \| \| Tunnel 2 (113 m) \| \| \| \| \| Tunnel 3 (75 m) \| \| \| \| \| Tunnel 4 (100 m) \| \| \| \| \| Tunnel 5 (244 m) \| \| \| \| \| Neuer T. 1 (1218 m) / Neuer T. 2 (1215 m) \| \| \| \| \| Neuer T. 2 (896 m) / Neuer T. 3 (949 m) \| \| \| \| \| Tunnel 6 (551 m) \| \| \| \| \| Tunnel 7 (75 m) \| \| \| \| \| Tunnel 8 (92 m) \| \| \| \| \| Tunnel 9 (120 m) \| \| \| \| \| Tunnel 10 (103 m) \| \| \| \| \| \| \| \| \| 35,8 \| Kumanotaira (熊ノ平) \| 1893–1997 \| \| \| \| \| \| \| \| \| Neuer T. 3 (113 m) / Tunnel 11 (118 m) \| \| \| \| \| Neuer T. 4 (138 m) / Neuer T. 5 (113 m) \| \| \| \| \| Neuer T. 5 (258 m) / Neuer T. 6 (235 m) \| \| \| \| \| Neuer T. 6 (248 m) / Neuer T. 7 (243 m) \| \| \| \| \| Neuer T. 7 (243 m) / Neuer T. 8 (73 m) \| \| \| \| \| Neuer T. 8 (579 m) / Neuer T. 9 (568 m) \| \| \| \| \| Neuer T. 9 (265 m) \| \| \| \| \| \| \| \| \| \| Tunnel 17 (175 m) \| \| \| \| \| Tunnel 18 (71 m) \| \| \| \| \| Neuer T. 9 (1332 m) \| \| \| \| \| \| \| \| \| \| Tunnel 19 (291 m) \| \| \| \| \| Tunnel 20 (184 m) \| \| \| \| \| Tunnel 21 (294 m) \| \| \| \| \| Tunnel 22 (60 m) \| \| \| \| \| Tunnel 23 (91 m) \| \| \| \| \| Neuer T. 10 (115 m) / Tunnel 24 (105 m) \| \| \| \| \| Tunnel 25 (32 m) \| \| \| \| \| Neuer T. 11 (439 m) / Tunnel 26 (405 m) \| \| \| \| \| Hokuriku-Shinkansen \| 1997– \| \| \| \| \| \| \| \| \| \| \| \| \| \| Betriebsbahnhof Yagasaki \| 1901–1966 \| \| \| \| ← Kusakaru-Bahn \| 1915–1962 \| \| \| 40,9 \| Karuizawa \| 1888– \| \| \| \| Shinano-Linie \| 1888– \| |      |                                           |                                           |
| Kopfbahnhof Strecke ab hier außer Betrieb · U-Bahn-Haltepunkt / Haltestelle Streckenanfang (Strecke außer Betrieb) | 29,7 | Yokokawa (横川)                           | 1885–                                     |
| Strecke (außer Betrieb) · U-Bahn-Strecke nach links (außer Betrieb) |      | Usui-Pferdebahn                           | 1888–1893                                 |
| Haltepunkt / Haltestelle Strecke bis hier außer Betrieb |      | Usui-tōge Tetsudō Bunkamura               | Usui-tōge Tetsudō Bunkamura               |
| Strecke mit Straßenbrücke |      | Jōshin’etsu-Autobahn                      | Jōshin’etsu-Autobahn                      |
| ehemalige Blockstelle | 31,5 | Stellwerk Maruyama                        | 1901–1966                                 |
| Strecke von links (außer Betrieb) · Abzweig geradeaus, ehemals nach links und ehemals nach rechts · Strecke von rechts (außer Betrieb) |      | ← neue Strecke                            | 1963–1997                                 |
| Strecke (außer Betrieb) · Haltepunkt / Haltestelle Strecke ab hier außer Betrieb · Strecke (außer Betrieb) |      | Tōge-no-yu                                | Tōge-no-yu                                |
| Strecke (außer Betrieb) · Tunnel (Strecke außer Betrieb) · Strecke (außer Betrieb) |      | Tunnel 1 (75 m)                           | Tunnel 1 (75 m)                           |
| Strecke geradeaus (außer Betrieb) (im Tunnel) · Strecke geradeaus (außer Betrieb) (im Tunnel) · Tunnel (Strecke außer Betrieb) |      | Tunnel 1 (187 m)                          | Tunnel 1 (187 m)                          |
| Strecke (außer Betrieb) (im Tunnel) · Strecke (außer Betrieb) (im Tunnel) · Tunnel (Strecke außer Betrieb) |      | Tunnel 2 (113 m)                          | Tunnel 2 (113 m)                          |
| Strecke geradeaus (außer Betrieb) (im Tunnel) · Strecke (außer Betrieb) (im Tunnel) · Tunnel (Strecke außer Betrieb) |      | Tunnel 3 (75 m)                           | Tunnel 3 (75 m)                           |
| Strecke (außer Betrieb) (im Tunnel) · Strecke (außer Betrieb) (im Tunnel) · Tunnel (Strecke außer Betrieb) |      | Tunnel 4 (100 m)                          | Tunnel 4 (100 m)                          |
| Strecke (außer Betrieb) (im Tunnel) · Strecke (außer Betrieb) (im Tunnel) · Tunnelanfang (Strecke außer Betrieb) |      | Tunnel 5 (244 m)                          | Tunnel 5 (244 m)                          |
| Tunnelende (Strecke außer Betrieb) · Tunnelende (Strecke außer Betrieb) · Tunnelende (Strecke außer Betrieb) |      | Neuer T. 1 (1218 m) / Neuer T. 2 (1215 m) | Neuer T. 1 (1218 m) / Neuer T. 2 (1215 m) |
| Strecke geradeaus (außer Betrieb) (im Tunnel) · Strecke geradeaus (außer Betrieb) (im Tunnel) · Strecke geradeaus (außer Betrieb) (im Tunnel) |      | Neuer T. 2 (896 m) / Neuer T. 3 (949 m)   | Neuer T. 2 (896 m) / Neuer T. 3 (949 m)   |
| Strecke (außer Betrieb) (im Tunnel) · Strecke (außer Betrieb) (im Tunnel) · Tunnelende (Strecke außer Betrieb) |      | Tunnel 6 (551 m)                          | Tunnel 6 (551 m)                          |
| Strecke (außer Betrieb) (im Tunnel) · Strecke (außer Betrieb) (im Tunnel) · Tunnel (Strecke außer Betrieb) |      | Tunnel 7 (75 m)                           | Tunnel 7 (75 m)                           |
| Strecke (außer Betrieb) (im Tunnel) · Strecke (außer Betrieb) (im Tunnel) · Tunnel (Strecke außer Betrieb) |      | Tunnel 8 (92 m)                           | Tunnel 8 (92 m)                           |
| Strecke (außer Betrieb) (im Tunnel) · Strecke (außer Betrieb) (im Tunnel) · Tunnel (Strecke außer Betrieb) |      | Tunnel 9 (120 m)                          | Tunnel 9 (120 m)                          |
| Strecke (außer Betrieb) (im Tunnel) · Strecke (außer Betrieb) (im Tunnel) · Tunnel (Strecke außer Betrieb) |      | Tunnel 10 (103 m)                         | Tunnel 10 (103 m)                         |
| Strecke nach links (außer Betrieb) · Abzweig geradeaus, von links und von rechts (Strecke außer Betrieb) · Strecke nach rechts (außer Betrieb) |      |                                           |                                           |
| Dienststation / Betriebs- oder Güterbahnhof (Strecke außer Betrieb) | 35,8 | Kumanotaira (熊ノ平)                      | 1893–1997                                 |
| Strecke von links (außer Betrieb) · Abzweig geradeaus, nach links und nach rechts (Strecke außer Betrieb) · Strecke von rechts (außer Betrieb) (im Tunnel) |      |                                           |                                           |
| Tunnel (Strecke außer Betrieb) · Tunnel (Strecke außer Betrieb) |      | Neuer T. 3 (113 m) / Tunnel 11 (118 m)    | Neuer T. 3 (113 m) / Tunnel 11 (118 m)    |
| Tunnel (Strecke außer Betrieb) · Tunnel (Strecke außer Betrieb) |      | Neuer T. 4 (138 m) / Neuer T. 5 (113 m)   | Neuer T. 4 (138 m) / Neuer T. 5 (113 m)   |
| Tunnel (Strecke außer Betrieb) · Tunnel (Strecke außer Betrieb) |      | Neuer T. 5 (258 m) / Neuer T. 6 (235 m)   | Neuer T. 5 (258 m) / Neuer T. 6 (235 m)   |
| Tunnel (Strecke außer Betrieb) · Tunnel (Strecke außer Betrieb) |      | Neuer T. 6 (248 m) / Neuer T. 7 (243 m)   | Neuer T. 6 (248 m) / Neuer T. 7 (243 m)   |
| Tunnel (Strecke außer Betrieb) · Tunnel (Strecke außer Betrieb) |      | Neuer T. 7 (243 m) / Neuer T. 8 (73 m)    | Neuer T. 7 (243 m) / Neuer T. 8 (73 m)    |
| Tunnelanfang (Strecke außer Betrieb) · Tunnelanfang (Strecke außer Betrieb) |      | Neuer T. 8 (579 m) / Neuer T. 9 (568 m)   | Neuer T. 8 (579 m) / Neuer T. 9 (568 m)   |
| Strecke (außer Betrieb) (im Tunnel) · Abzweig geradeaus und nach links (Strecke außer Betrieb) (im Tunnel) · Strecke von rechts (außer Betrieb) (im Tunnel) |      | Neuer T. 9 (265 m)                        | Neuer T. 9 (265 m)                        |
| Strecke (außer Betrieb) (im Tunnel) · Tunnelende (Strecke außer Betrieb) · Strecke Tunnelanfang (außer Betrieb) |      |                                           |                                           |
| Tunnelende (Strecke außer Betrieb) · Abzweig geradeaus und von links (Strecke außer Betrieb) · Strecke nach rechts (außer Betrieb) (im Tunnel) |      | Tunnel 17 (175 m)                         | Tunnel 17 (175 m)                         |
| Tunnelanfang (Strecke außer Betrieb) · Tunnel (Strecke außer Betrieb) |      | Tunnel 18 (71 m)                          | Tunnel 18 (71 m)                          |
| Strecke (außer Betrieb) (im Tunnel) · Tunnelanfang (Strecke außer Betrieb) |      | Neuer T. 9 (1332 m)                       | Neuer T. 9 (1332 m)                       |
| Strecke geradeaus (außer Betrieb) (im Tunnel) · Strecke (außer Betrieb) (im Tunnel) |      |                                           |                                           |
| Strecke (außer Betrieb) (im Tunnel) · Tunnelende (Strecke außer Betrieb) |      | Tunnel 19 (291 m)                         | Tunnel 19 (291 m)                         |
| Strecke (außer Betrieb) (im Tunnel) · Tunnel (Strecke außer Betrieb) |      | Tunnel 20 (184 m)                         | Tunnel 20 (184 m)                         |
| Strecke (außer Betrieb) (im Tunnel) · Tunnel (Strecke außer Betrieb) |      | Tunnel 21 (294 m)                         | Tunnel 21 (294 m)                         |
| Strecke (außer Betrieb) (im Tunnel) · Tunnel (Strecke außer Betrieb) |      | Tunnel 22 (60 m)                          | Tunnel 22 (60 m)                          |
| Tunnelende (Strecke außer Betrieb) · Tunnel (Strecke außer Betrieb) |      | Tunnel 23 (91 m)                          | Tunnel 23 (91 m)                          |
| Tunnel (Strecke außer Betrieb) · Tunnel (Strecke außer Betrieb) |      | Neuer T. 10 (115 m) / Tunnel 24 (105 m)   | Neuer T. 10 (115 m) / Tunnel 24 (105 m)   |
| Tunnelanfang (Strecke außer Betrieb) · Tunnel (Strecke außer Betrieb) |      | Tunnel 25 (32 m)                          | Tunnel 25 (32 m)                          |
| Strecke (außer Betrieb) (im Tunnel) · Tunnelanfang (Strecke außer Betrieb) |      | Neuer T. 11 (439 m) / Tunnel 26 (405 m)   | Neuer T. 11 (439 m) / Tunnel 26 (405 m)   |
| Kreuzung mit Tunnelstrecke (Strecke geradeaus außer Betrieb) (im Tunnel) · Kreuzung mit Tunnelstrecke (Strecke geradeaus außer Betrieb) (im Tunnel) · Strecke von rechts und Tunnelende |      | Hokuriku-Shinkansen                       | 1997–                                     |
| Tunnelende (Strecke außer Betrieb) · Tunnelende (Strecke außer Betrieb) · Strecke |      |                                           |                                           |
| Strecke nach links (außer Betrieb) · Abzweig geradeaus und von rechts (Strecke außer Betrieb) · Strecke |      |                                           |                                           |
| Dienststation / Betriebs- oder Güterbahnhof (Strecke außer Betrieb) · Strecke |      | Betriebsbahnhof Yagasaki                  | 1901–1966                                 |
| Strecke (außer Betrieb) · Strecke |      | ← Kusakaru-Bahn                           | 1915–1962                                 |
| Kopfbahnhof Streckenende und quer (Strecke außer Betrieb) | 40,9 | Karuizawa                                 | 1888–                                     |
| Strecke |      | Shinano-Linie                             | 1888–                                     |

Der Einsatz der Baureihe ED40 beschränkte sich auf die stark befahrene Bergstrecke über den Usui-Pass. Nach der Ablieferung der Baureihe ED42 wurden die aus den Zwanzigerjahren stammenden Lokomotiven nicht mehr benötigt und zwischen 1943 und 1951 ausgemustert. Einige gelangten anschließend zu verschiedenen Privatbahnen, wo für die neuen Einsatzgebiete der Zahnradantrieb entfernt wurde. ED40 10 wurde 1968 restauriert und vor dem Firmengebäude ihres Herstellers Ōmiya ausgestellt. 2007 wurde der Zahnradantrieb rekonstruiert. Seither ist die Maschine im in der Nähe des Bahnhofs Ōmiya gelegenen Eisenbahnmuseum ausgestellt.
1926 lieferten die Schweizerische Lokomotiv- und Maschinenfabrik (SLM, Fabriknummern 3120 und 3121/1925) und BBC die beiden Lokomotiven der technisch hoch entwickelten Baureihe 10040, ab 1928 Baureihe ED41 mit getrennten Adhäsions- und Zahnradantrieb. Der mechanische Teil mit Stangenantrieb lehnte sich an die Be 4/6 der SBB an und wurde mit einem Zahnradantrieb ergänzt, der sich zwischen den beiden Adhäsionsdrehgestellen befand. Der Luftbehälter der Druckluftbremse befand sich auf dem Dach über dem einzigen Führerstand. Die drei Traktionsmotoren, zwei für den Adhäsions- und einer für den Zahnradantrieb, hatten eine Stundenleistung von je 200 kW. Deren Steuerung erfolgte, wie damals bei Gleichstromlokomotiven üblich, über Vorwiderstände. Die Lokomotiven waren mit einer Einrichtung zum Laden der Akkumulatoren ausgestattet, so dass deren Anzahl stark reduziert werden konnte. Die Maschinen dienten als Prototypen der Baureihe ED42 und blieben bis 1951 im Einsatz.
Wegen der weiteren Verkehrszunahme und als Ersatz alter Lokomotiven bauten verschiedene japanische Hersteller zwischen 1937 und 1947 die SLM-Lokomotive als Baureihe ED42 nach. Wie damals in Japan üblich erfolgte der Nachbau ohne Lizenz. Gegenüber dem Vorbild wurde die Ansteuerung der Druckluftbremse und der Rekuperationsbremse verändert. Letztere ermöglichte eine Stromeinsparung von 30 %. Die ersten vier Maschinen wurden 1934 abgeliefert, bis zum Ausbruch des Zweiten Weltkrieges folgten weitere 18 Exemplare. Wegen des Materialmangels während des Krieges kam es bei Bau weiterer 6 Lokomotiven zu einigen konstruktiven Änderungen.

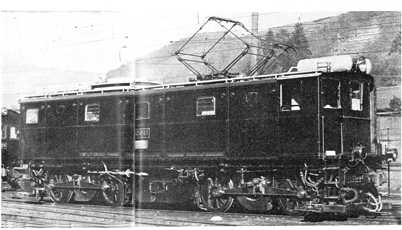
ED41 im Jahr 1927

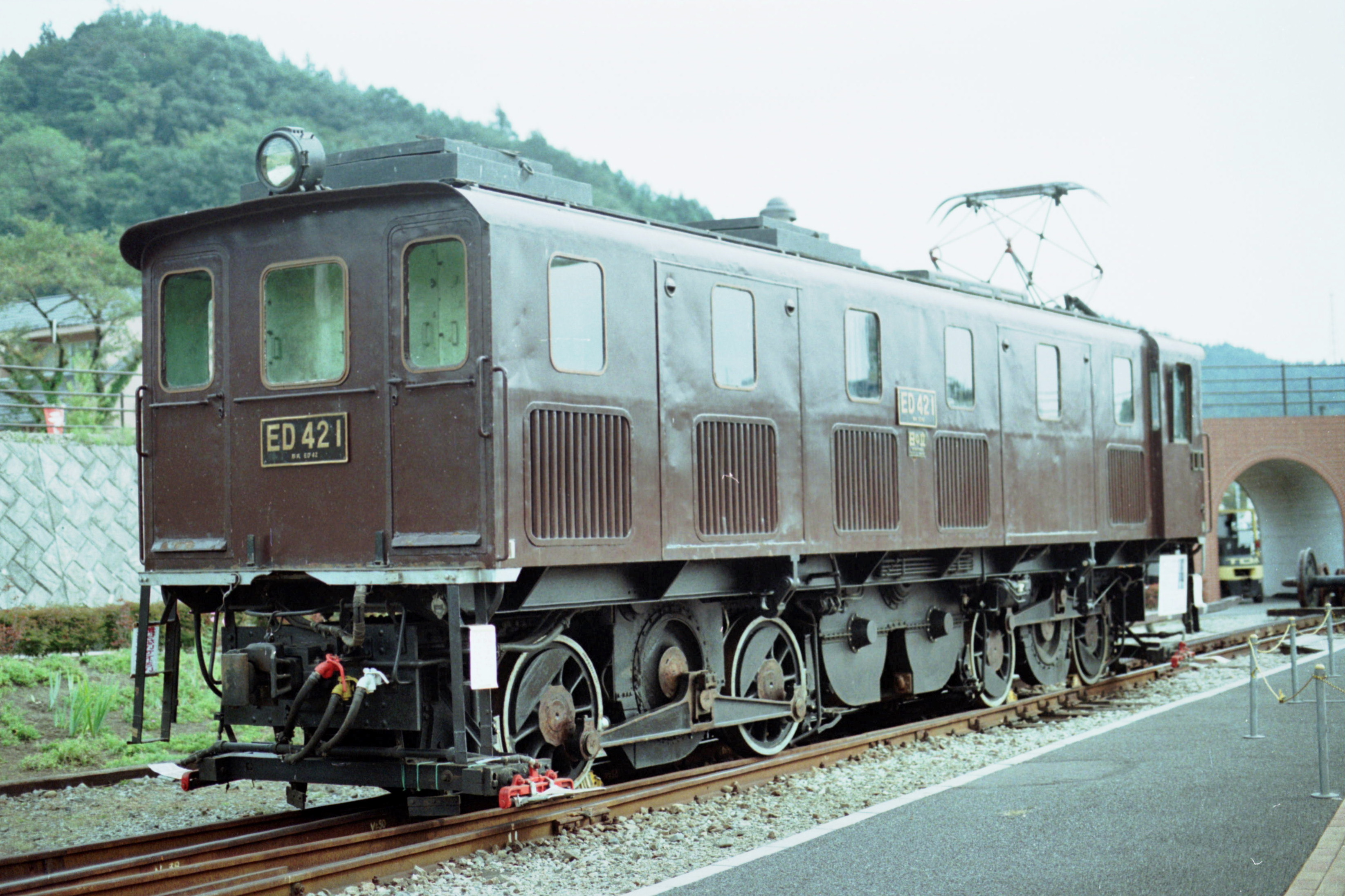
ED42 1 im Usui Pass Railway Heritage Park

Die Maschinen blieben bis zur Einstellung der Zahnradbahn im Jahr 1963 in Betrieb. ED42 1 wurde 1967 restauriert und ist heute im Themenpark Usui-tōge Tetsudō Bunkamura in Yokokawa ausgestellt. ED42 2 steht vor einer Grundschule in Karuizawa.
Für den Vorspann- und Schiebebetrieb auf der 1963 eröffneten Adhäsionsstrecke beschaffte die Japanische Staatsbahn die Baureihe EF63 in mehreren Teilserien:

  ●  1962 das Vorserienfahrzeug EF63 1

  ●  1963 die erste Serie EF63 2–13

  ●  1966 bis 1969 die zweite Serie EF63 14–21

  ●  1974 und 1976 die dritte Serie EF63 22–25

Die sechsachsigen Gleichstrom-Lokomotiven wurden von der Baureihe EF60 abgeleitet und an die speziellen Anforderungen der Steilstrecke angepasst. Eine leistungsfähige Widerstandsbremse, erkennbar an den großen Kühlluftgittern an den Seitenwänden, eine Magnetschienenbremse, eine Rückrollschutzvorrichtung und eine Geschwindigkeitsüberwachung gewährleisteten die Sicherheit. Führerstandstirntüren ermöglichten dem Personal den Durchgang in den immer in Doppeltraktion verkehrenden Lokomotiven. Eine umfangreiche Vielfachsteuerung ermöglichte die Mehrfachtraktion mit verschiedenen Triebzugbaureihen. Mit der Einstellung des Steilstreckenbetriebs verloren die EF63 ihr Einsatzgebiet. Mehrere Lokomotiven sind erhalten geblieben, EF63 1 wurde mit der ursprünglichen braunen Lackierung versehen und steht im Themenpark Usui-tōge Tetsudō Bunkamura.